# Kotamobagu
Kotamobagu ist eine Stadt in der indonesischen Provinz Sulawesi Utara auf der Insel Sulawesi. Kotamobagu hat seit dem 2. Januar 2007 den Status einer administrativ direkt der Provinz unterstellten Stadt (Kota).

## Geographie
Die autonome Stadt ist die kleinste Untereinheit der Provinz und belegt 0,75 Prozent von deren Fläche. Von den 11 Städten (Kota) der Region (Insel Sulawesi) belegt sie Platz 9, landesweit (von den 94 Kota) Platz 62.

### Lage und Ausdehnung
Kotamobagu liegt im mittleren Teil der Provinz Sulawesi Utara und grenzt im Osten und Südosten an den Regierungsbezirk Bolaang Mongondow Timur. Die übrigen Grenzen hat sie mit den Bezirk Bolaang Mongondow, von dem sie 2007 abgetrennt wurde. Hierbei gab der Bezirk ein Prozent seines Territoriums (68,06 von 7.077,69 km²) und 19,5 Prozent seiner Bevölkerung (2005: 94.602 von 485.877 Einw.) an die neue Stadt ab.

### Grenzpunkte
Der Bezirk erstreckt sich nördlich des Äquators und besitzt folgende äußere Grenzpunkte:
| Richtung | Kode            | Desa                | Kecamatan    | Koordinaten          |
| -------- | --------------- | ------------------- | ------------ | -------------------- |
| N        | 71.74.01.200200 | Bilalang Dua        | K. Utara     | 000°46′28,43″&n. Br. |
| O        | 71.74.03.2001   | Poyowa Besar Satu00 | K. Selatan   | 124°22′46,30″ ö. L.  |
| S        | 71.74.03.2002   | Poyowa Besar Dua    | K. Selatan   | 000°38′52,54″ n. Br. |
| W        | 71.74.03.2006   | Poyowa Kecil        | K. Selatan00 | 124°15′08,65″ ö. L.  |

## Verwaltungsgliederung
Die Gliederung in vier Distrikte (Kecamatan) ist seit der Gründung unverändert, weiterhin erfolgt eine Unterteilung in 33 Dörfer, von denen 18 als Kelurahan urbanen Charakter aufweisen (Stadtbezirke oder Stadtteile, engl. Wards).
| Code 1   | Kecamatan Distrikt   | Ibu Kota Verwaltungssitz | Fläche (km²) | Einwohner Census 2010 2 | Volkszählung 2020 | Volkszählung 2020 | Volkszählung 2020 | Anzahl der | Anzahl der |
| Code 1   | Kecamatan Distrikt   | Ibu Kota Verwaltungssitz | Fläche (km²) | Einwohner Census 2010 2 | Einwohner 3       | 0Dichte 40        | Sex Ratio 5       | Desa 6     | Kel. 7     |
| -------- | -------------------- | ------------------------ | ------------ | ----------------------- | ----------------- | ----------------- | ----------------- | ---------- | ---------- |
| 71.74.01 | Kotamobagu Utara     | Bilalang I               | 10,04        | 15.396                  | 17.622            | 1.755,2           | 104,9             | 5          | 3          |
| 71.74.02 | Kotamobagu Timur     | Kotobangon               | 23,69        | 26.355                  | 30.904            | 1.304,5           | 106,1             | 4          | 6          |
| 71.74.03 | Kotamobagu Selatan00 | Poyowa Besar             | 62,97        | 28.030                  | 33.353            | 529,7             | 106,8             | 6          | 3          |
| 71.74.04 | Kotamobagu Barat     | Mongkonai Barat          | 12,20        | 37.678                  | 41.843            | 3.429,8           | 104,1             | –          | 6          |
| 71.74    | Kota Kotamobagu      | Kota Kotamobagu          | 108,89       | 107.459                 | 123.722           | 1.136,2           | 105,4             | 15         | 18         |

## Demographie

Die Kecamatan in der Kota

Die Stadt rangiert auf Platz 9 mit einem Bevölkerungsanteil von 4,59 Prozent. Damit ist sie vor Tomohon die dritteinwohnerstärkste Stadt (Kota) der Provinz, landesweit liegt sie auf Platz 84. Mit der Bevölkerungsdichte von 1.116,0 Einwohner pro km² belegt sie hinter der Provinzhauptstadt Manado den zweiten Platz, landesweit Platz 71. Der Provinzdurchschnitt beträgt 182,4 (Angaben von Ende 2024).

### Soziale Daten 2020
| Merkmal                                                             | Kota Kotamobagu | 0Prov. Sulawesi Utara0 |
| ------------------------------------------------------------------- | --------------- | ---------------------- |
| Bevölkerung unterhalb der Armutsgrenze (Tsd.)00                     | 7,060           | 192,370                |
| Anteil der „armen Bevölkerung“ (indonesisch Penduduk miskin) (%)000 | 5,420           | 7,620                  |
| Arbeitslosenrate (%)                                                | 7,440           | 7,370                  |
| Lebenserwartung bei der Geburt (Jahre)                              | 70,470          | 71,690                 |
| HDI-Index                                                           | 72,070          | 72,930                 |
| Analphabetenrate (in %, 15+ J.)                                     | 0,150           | 0,210                  |
| Anteil der Altersgruppen                                            | 0Real0          | 0Prozentual0           |
| Kinder (<15 J.)                                                     | 29.8700         | 24,140                 |
| arbeitsfähige Bevölkerung (15–64 J.)                                | 86.7270         | 70,100                 |
| Rentner und Pensionäre (>65 J.)                                     | 7.1250          | 5,760                  |

### Religion und Bevölkerungsverteilung
Von der Bevölkerung am Jahresende 2024 waren 46,53 (32,21) % ledig; 45,99 (58,31) % verheiratet; 2,09 (2,65) % geschieden und 5,39(6,83) % verwitwet. Die kursiven Zahlen in Klammern geben den Anteil der über 15-jährigen an (25.670, das entspricht 21,12 % der Bevölkerung). 7.845 Personen waren 65 Jahre und älter, das sind 6,46 Prozent des Kabupaten.
| Religion       | 2020       | 2020     | 2020    | 2024 Anteil |
| Religion       | Anzahl     | Anteil % | Gebäude | 2024 Anteil |
| -------------- | ---------- | -------- | ------- | ----------- |
| Islam          | 105.1510   | 85,140   | 118 9)  | 85,68       |
| Christen insg. | 17.684 10) | 14,320   | 540     | 13,80       |
| Davon:         |            |          |         |             |
| Protestanten   | 16.2910    | ~ 920    | 520     | 12,69       |
| Katholiken     | 1.3930     | ~ 80     | 20      | 1,11        |
|                |            |          |         |             |
| Hindus         | 4950       | 0,400    | 10      | 0,41        |
| Buddhisten     | 1670       | 0,140    | 10      | 0,12        |

| Jahr | Gesamt- Bevölkerung | Männer | %     | Frauen | %     | Sex Ratio 5) |
| 2016 | 121.943             | 62.622 | 51,35 | 59.321 | 48,65 | 105,56       |
| 2017 | 123.035             | 63.177 | 51,35 | 59.858 | 48,65 | 105,54       |
| 2018 | 124.173             | 63.704 | 51,30 | 60.469 | 48,70 | 105,35       |
| 2019 | 123.465             | 63.419 | 51,37 | 60.046 | 48,63 | 105,62       |
| 2020 | 123.546             | 63.476 | 51,38 | 60.070 | 48,62 | 105,67       |
| 2021 | 122.963             | 63.218 | 51,41 | 59.745 | 48,59 | 105,81       |
| 2022 | 123.299             | 63.357 | 51,38 | 59.942 | 48,62 | 105,70       |
| 2023 | 123.784             | 63.551 | 51,34 | 60.233 | 48,66 | 105,51       |
| 2024 | 121.526             | 62.330 | 51,29 | 59.196 | 48,71 | 105,29       |

Obige Tabelle gibt die durch die Zivilstandsbüros (Disdukcapil, indonesisch Dinas Kependudukan dan Pencatatan Sipil) veröffentlichten Fortschreibungsergebnisse zum Jahresende wieder.

### Aktuelle Daten der Bevölkerungsfortschreibung
Nachfolgende Tabelle gibt den Einwohnerstand nach Geschlecht zu den letzten beiden Volkszählungen (2010, 2020) sowie für die Jahresenden 2023 bis 2024 wieder. Letzterer resultiert aus den Ergebnissen der Fortschreibung durch die örtlichen Zivilstandsbüros (Disdukcapil, indonesisch Dinas Kependudukan dan Pencatatan Sipil). Der aktuelle Einwohnerstand kann jederzeit in einer interaktiven Karte abgerufen werden.

| Kecamatan            | 2010    | 2010   | 2010   | 2020    | 2020   | 2020   | Fortschreibung am Jahresende | Fortschreibung am Jahresende | Fortschreibung am Jahresende | Fortschreibung am Jahresende | Fläche 2024 | kalkulierte Werte 2024 | kalkulierte Werte 2024 |
| Kecamatan            | Insg.   | männl. | weibl. | Insg.   | männl. | weibl. | 2022                         | 2024                         | 2024                         | 2024                         | Fläche 2024 | Dichte (Einw. je km²)  | Sex Ratio              |
| -------------------- | ------- | ------ | ------ | ------- | ------ | ------ | ---------------------------- | ---------------------------- | ---------------------------- | ---------------------------- | ----------- | ---------------------- | ---------------------- |
| Kotamobagu Selatan00 | 28.030  | 14.437 | 13.593 | 33.353  | 17.223 | 16.130 | 33.088                       | 33.511                       | 17.312                       | 16.199                       | 56,88       | 589,14                 | 106,87                 |
| Kotamobagu Timur     | 26.355  | 13.484 | 12.871 | 30.904  | 15.909 | 14.995 | 30.603                       | 30.451                       | 15.635                       | 14.816                       | 26,55       | 1.146,93               | 105,53                 |
| Kotamobagu Barat     | 37.678  | 19.130 | 18.548 | 41.843  | 21.339 | 20.504 | 41.851                       | 40.268                       | 20.522                       | 19.746                       | 15,97       | 2.521,95               | 103,93                 |
| Kotamobagu Utara     | 15.396  | 7.770  | 7.626  | 17.622  | 9.021  | 8.601  | 17.604                       | 17.296                       | 8.861                        | 8.435                        | 9,49        | 1.821,78               | 105,05                 |
| Kota Kotomobagu      | 107.459 | 54.821 | 52.638 | 123.722 | 63.492 | 60.230 | 123.146                      | 121.526                      | 62.330                       | 59.196                       | 108,89      | 1.116,02               | 105,29                 |

### Kelurahan
Die nachfolgende Tabelle gibt den Einwohnerstand zum Jahresende 2024 (indonesisch Semester II Tahun 2024) aller 45 Kelurahan wieder. Zu Vergleichszwecken wurden die Einwohnerdaten der Volkszählung 2020 (indonesisch Sensus Penduduk) integriert, die in den E-Books "Kecamatan ... Dalam Angka 2021" der vier Kecamatan dokumentiert sind.
Neben der Fläche und den Einwohnerzahlen sind auch deren Zugehörigkeiten zu den Kecamatan aufgeführt, ebenso die errechneten Ergebnisse der Bevölkerungsdichte (in Einw. je km²) sowie das Geschlechterverhältnis (Sex Ratio). Als erste Spalte ist der Strukturcode des indonesischen Innenministeriums (PUM-Kode) angegeben. Er gibt gleichfalls Aufschluss über die Zugehörigkeit der Dörfer zu den übergeordneten Verwaltungsebenen: Die ersten drei Zahlenpärchen werden durch Punkte getrennt und geben die Provinz, den Regierungsbezirk (Kabupaten) und den Distrikt (Kecamatan) an. Als letztes folgt nach einem weiteren Trennungspunkt der vierstellige „Dorfcode“ – wobei (städtisch geprägte) Kelurahan immer mit der Ziffer 1 und hingegen „normale“ (ländliche) Desa mit einer 2 beginnen. Die Statistikseiten von BPS (Badan Pusat Statistik) verwenden eine andere Nomenklatur, auf die hier aber nicht näher eingegangen werden soll, da sie nur bei den Volkszählungen Anwendung fand bzw. findet.
Wie bei vorstehender Tabelle basieren alle Daten auf der Fortschreibung durch die örtlichen Zivilregistrierungsbüros (Disdukcapil).
| Gebietscode                  | Kecamatan         | Kelurahan           | SP 2020 | Einwohner 2. Semester 2024 | Einwohner 2. Semester 2024 | Einwohner 2. Semester 2024 | Fläche km² | ermittelte Werte 2024 | ermittelte Werte 2024 |
| Gebietscode                  | Kecamatan         | Kelurahan           | SP 2020 | Gesamt                     | Männer                     | Frauen                     | Fläche km² | Dichte                | Sex Ratio             |
| ---------------------------- | ----------------- | ------------------- | ------- | -------------------------- | -------------------------- | -------------------------- | ---------- | --------------------- | --------------------- |
| 71.73.01.1001                | Tomohon Selatan00 | Pinaras             | 2.341   | 2.491                      | 1.271                      | 1.220                      | 5,97       | 417,11                | 104,18                |
| 71.73.01.1002                | Tomohon Selatan00 | Lahendong           | 2.375   | 2.488                      | 1.279                      | 1.209                      | 7,07       | 351,84                | 105,79                |
| 71.73.01.1003                | Tomohon Selatan00 | Tondangow           | 1.258   | 1.316                      | 703                        | 613                        | 3,05       | 431,08                | 114,68                |
| 71.73.01.1004                | Tomohon Selatan00 | Pangolombian        | 2.439   | 2.681                      | 1.407                      | 1.274                      | 3,82       | 701,63                | 110,44                |
| 71.73.01.1005                | Tomohon Selatan00 | Tumatangtang        | 1.912   | 1.924                      | 964                        | 960                        | 1,59       | 1.212,20              | 100,42                |
| 71.73.01.1006                | Tomohon Selatan00 | Kampung Jawa        | 1.067   | 1.288                      | 638                        | 650                        | 1,62       | 793,59                | 98,15                 |
| 71.73.01.1007                | Tomohon Selatan00 | Lansot              | 3.032   | 3.274                      | 1.637                      | 1.637                      | 3,19       | 1.027,23              | 100,00                |
| 71.73.01.1008                | Tomohon Selatan00 | Walian              | 2.842   | 3.063                      | 1.529                      | 1.534                      | 3,76       | 814,61                | 99,67                 |
| 71.73.01.1009                | Tomohon Selatan00 | Uluindano           | 1.556   | 1.641                      | 812                        | 829                        | 0,51       | 3.232,22              | 97,95                 |
| 71.73.01.1010                | Tomohon Selatan00 | Walian Satu         | 2.025   | 2.127                      | 1.072                      | 1.055                      | 1,75       | 1.212,45              | 101,61                |
| 71.73.01.1011                | Tomohon Selatan00 | Walian Dua          | 1.733   | 1.811                      | 889                        | 922                        | 0,47       | 3.822,29              | 96,42                 |
| 71.73.01.1012                | Tomohon Selatan00 | Tumatangtang Satu00 | 2.222   | 2.206                      | 1.115                      | 1.091                      | 2,49       | 884,38                | 102,20                |
| 71.73.02.1009                | Tomohon Tengah    | Talete Satu         | 3.130   | 3.358                      | 1.672                      | 1.686                      | 3,92       | 857,38                | 99,17                 |
| 71.73.02.1010                | Tomohon Tengah    | Talete Dua          | 1.424   | 1.438                      | 705                        | 733                        | 1,24       | 1.160,61              | 96,18                 |
| 71.73.02.1011                | Tomohon Tengah    | Kamasi              | 1.815   | 1.617                      | 799                        | 818                        | 1,11       | 1.454,01              | 97,68                 |
| 71.73.02.1012                | Tomohon Tengah    | Kolongan            | 2.303   | 2.547                      | 1.243                      | 1.304                      | 0,68       | 3.741,74              | 95,32                 |
| 71.73.02.1015                | Tomohon Tengah    | Matani Satu         | 2.058   | 2.071                      | 1.049                      | 1.022                      | 2,81       | 736,46                | 102,64                |
| 71.73.02.1016                | Tomohon Tengah    | Matani Dua          | 3.122   | 3.150                      | 1.568                      | 1.582                      | 2,44       | 1.291,94              | 99,12                 |
| 71.73.02.1017                | Tomohon Tengah    | Matani Tiga         | 2.151   | 2.207                      | 1.115                      | 1.092                      | 1,56       | 1.414,65              | 102,11                |
| 71.73.02.1018                | Tomohon Tengah    | Kamasi Satu         | 1.041   | 1.066                      | 537                        | 529                        | 0,87       | 1.220,38              | 101,51                |
| 71.73.02.1019                | Tomohon Tengah    | Kolongan Satu       | 1.728   | 1.484                      | 720                        | 764                        | 1,30       | 1.142,15              | 94,24                 |
| 71.73.03.1001                | Tomohon Utara     | Tinoor Satu         | 1.747   | 1.776                      | 900                        | 876                        | 7,54       | 235,43                | 102,74                |
| 71.73.03.1002                | Tomohon Utara     | Tinoor Dua          | 1.711   | 1.769                      | 925                        | 844                        | 4,40       | 402,46                | 109,60                |
| 71.73.03.1003                | Tomohon Utara     | Kinilow             | 2.190   | 2.461                      | 1.250                      | 1.211                      | 5,00       | 491,85                | 103,22                |
| 71.73.03.1004                | Tomohon Utara     | Kakaskasen Satu     | 3.428   | 3.447                      | 1.782                      | 1.665                      | 8,39       | 410,69                | 107,03                |
| 71.73.03.1005                | Tomohon Utara     | Kakaskasen Dua      | 4.100   | 4.395                      | 2.230                      | 2.165                      | 7,83       | 561,04                | 103,00                |
| 71.73.03.1006                | Tomohon Utara     | Kakaskasen Tiga     | 2.960   | 3.620                      | 1.853                      | 1.767                      | 1,46       | 2.473,02              | 104,87                |
| 71.73.03.1007                | Tomohon Utara     | Wailan              | 1.675   | 3.651                      | 1.878                      | 1.773                      | 7,18       | 508,55                | 105,92                |
| 71.73.03.1008                | Tomohon Utara     | Kayawu              | 2.903   | 2.933                      | 1.496                      | 1.437                      | 7,07       | 414,90                | 104,11                |
| 71.73.03.1009                | Tomohon Utara     | Kinilow Satu        | 2.893   | 2.938                      | 1.503                      | 1.435                      | 7,21       | 407,43                | 104,74                |
| 71.73.03.1010                | Tomohon Utara     | Kakaskasen          | 2.602   | 2.704                      | 1.355                      | 1.349                      | 2,51       | 1.077,38              | 100,44                |
| 71.73.04.1001                | Tomohon Barat     | Woloan Satu         | 2.500   | 2.624                      | 1.352                      | 1.272                      | 1,05       | 2.510,28              | 106,29                |
| 71.73.04.1002                | Tomohon Barat     | Woloan Dua          | 2.689   | 2.526                      | 1.288                      | 1.238                      | 2,69       | 939,52                | 104,04                |
| 71.73.04.1003                | Tomohon Barat     | Woloan Tiga         | 1.838   | 2.865                      | 1.451                      | 1.414                      | 3,75       | 764,41                | 102,62                |
| 71.73.04.1004                | Tomohon Barat     | Taratara Satu       | 1.746   | 1.877                      | 967                        | 910                        | 10,73      | 174,85                | 106,26                |
| 71.73.04.1005                | Tomohon Barat     | Taratara Dua        | 1.913   | 1.813                      | 917                        | 896                        | 8,58       | 211,21                | 102,34                |
| 71.73.04.1006                | Tomohon Barat     | Woloan Satu Utara   | 2.447   | 1.963                      | 977                        | 986                        | 1,65       | 1.188,40              | 99,09                 |
| 71.73.04.1007                | Tomohon Barat     | Taratara            | 1.939   | 2.053                      | 1.046                      | 1.007                      | 5,03       | 408,53                | 103,87                |
| 71.73.04.1008                | Tomohon Barat     | Taratara Tiga       | 1.869   | 1.901                      | 981                        | 920                        | 7,23       | 262,97                | 106,63                |
| 71.73.05.1001                | Tomohon Timur     | Paslaten Satu       | 3.524   | 3.239                      | 1.587                      | 1.652                      | 3,62       | 893,71                | 96,07                 |
| 71.73.05.1002                | Tomohon Timur     | Paslaten Dua        | 3.380   | 3.243                      | 1.635                      | 1.608                      | 3,75       | 864,68                | 101,68                |
| 71.73.05.1003                | Tomohon Timur     | Rurukan             | 1.872   | 1.983                      | 1.011                      | 972                        | 5,23       | 379,24                | 104,01                |
| 71.73.05.1004                | Tomohon Timur     | Rurukan Satu        | 1.351   | 1.413                      | 701                        | 712                        | 1,88       | 749,64                | 98,46                 |
| 71.73.05.1005                | Tomohon Timur     | Kumelembuay         | 1.301   | 1.370                      | 715                        | 655                        | 4,03       | 339,99                | 109,16                |
| 0Satu = 1, Dua = 2, Tiga = 3 |                   |                     |         |                            |                            |                            |            |                       |                       |